# André Ramolino
André Ramolino est un homme politique français, né le 25 janvier 1767 à Ajaccio (Corse-du-Sud) et mort le 29 décembre 1831 dans la même ville.

## Biographie
Fils de Bernardin Ramolino (oncle de Letizia Ramolino) et d'Angela Maria Ornano, apparenté à la famille Bonaparte, il est directeur des contributions directes sous le Premier Empire. Destitué au début de la Restauration, il est élu député de la Corse de 1819 à 1824, siégeant dans l'opposition de gauche.
« L'Empereur (...) Quelques heures avant de quitter à jamais les Tuileries, il fait André Ramolino (de Col'alto) comte de l'Empire par un décret signé le 11 juin 1815 ».

## Sources
- « André Ramolino », dans Adolphe Robert et Gaston Cougny, Dictionnaire des parlementaires français, Edgar Bourloton, 1889-1891 [détail de l’édition]